# Lou Groza
Louis Roy Groza, detto The Toe (Martins Ferry, 25 gennaio 1924 – Middleburg Heights, 29 novembre 2000), è stato un giocatore di football americano statunitense di origine rumena che ha giocato nei ruoli di placekicker e offensive tackle per tutta la carriera nei Cleveland Browns nella National Football League (NFL) e nella All-America Football Conference (AAFC). Groza era il leader nei field goal segnati e nei punti totali quando si ritirò nel 1967. Giocò per 21 stagioni con Browns, vincendo 8 campionati. La precisione e la forza di Groza come kicker influenzarono lo sviluppo della specializzazione di tale ruolo: Lou riusciva a calciare field goal da oltre 50 yard all'epoca, quando tentativi da tale distanza erano una rarità. Durante la sua carriera stabilì diversi record per distanza e numero di field goal calciati.

## Carriera professionistica
Groza crebbe in una famiglia di atleti a Martins Ferry, Ohio. Suo fratello Alex Groza era un giocatore di basket e campione olimpico con la nazionale statunitense a Londra 1948. Si iscrisse alla Ohio State University con una borsa di studio nel 1942 ma fu spedito a combattere nella seconda guerra mondiale dopo un anno di college. Groza combatté nell'area del Pacifico fino al 1946 quando fece ritorno per giocare con i Browns. Guidati dalle giocate di Groza come kicker e offensive tackle, i Browns vinsero il campionato della AAFC ogni anno dal 1946 al 1949, quando la lega smobilitò e i Browns furono assorbiti dalla più stabile NFL. Cleveland vinse il titolo NFL al suo primo anno nella lega con un field goal all'ultimo minuto di field di Groza. Groza stabilì il record NFL per field goal segnati nel 1950, 1952 e 1953. Sporting News lo nominò miglior giocatore della lega nel 1954, quando i Browns vinsero un altro campionato. La squadra si ripeté anche nel 1955.
Groza si ritirò brevemente dopo la stagione 1959 a causa di problemi alla schiena ma fece ritorno nel 1961. Nel 1964 vinse un altro titolo coi Browns. Groza si ritirò definitivamente dopo la stagione 1967. Nel 1974 fu inserito nella Pro Football Hall of Fame. Nel 1992, la Palm Beach County Sports Commission gli intitolò il Lou Groza Award, assegnato ogni anno al miglior kicker a livello universitario. Groza morì nel 2000 per un attacco cardiaco.

## Palmarès
- (4) Campione NFL (1950, 1954, 1955, 1964)
- (4) Campione AAFC (1946, 1947, 1948, 1949)
- (9) Pro Bowl (1950, 1951, 1952, 1953, 1954, 1955, 1957, 1958, 1959)
- (4) First-Team All-Pro (1952, 1953, 1954, 1955)
- (5) Leader in field goal segnati nella NFL (1950, 1952, 1953, 1954, 1957)
- Leader in punti segnati nella NFL (1957)
- Formazione ideale della NFL degli anni 1950
- Lou Groza Award
- Cleveland Browns Ring of Honor
- Numero 76 ritirato dai Browns
- Pro Football Hall of Fame

## Statistiche
| Field goal provati | 481 |
| Field goal segnati | 264 |